# Wadih Sabra

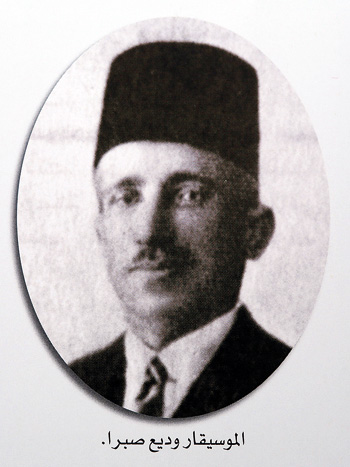

Wadih Sabra (em árabe: واضح صبرا‎) (Bierute, 1876 — 1952) é o  autor da melodia do hino nacional do Líbano. Sabra estudou música em Paris..